# Ramón Ernesto Cruz Uclés
Ramon Ernesto Cruz Ucles (ur. 4 stycznia 1903, zm. 6 sierpnia 1985) – honduraski adwokat i polityk Partii Narodowej, profesor uniwersytetu w Tegucigalpie, ambasador Hondurasu w Salwadorze w latach 1946-1948, od 1949 do 1963 sędzia Sądu Najwyższego, kandydat na prezydenta w 1963, prezydent kraju od 1971 do 1972. Został odsunięty od władzy przez Oswaldo Lópeza Arellano.